# 高橋幸宏のオールナイトニッポン
高橋幸宏のオールナイトニッポン（たかはしゆきひろのオールナイトニッポン）はニッポン放送の深夜放送オールナイトニッポンで放送されていたラジオ番組。パーソナリティは高橋幸宏。『高橋ユキヒロのオールナイトニッポン』の表記が用いられる場合もある。1983年4月に火曜1部で放送開始、同年12月に放送終了。

## エピソード
- 番組構成の景山民夫は大久保林清と名乗り番組にも出演[3]。この他フォトジャーナリストのトシ矢嶋が出演し、イギリスの音楽最新情報を紹介していた[1]。時折ゲストに細野晴臣、坂本龍一も出演した。そして、10月18日（19日未明）の放送で細野と坂本がゲストで出演し、イエロー・マジック・オーケストラ（YMO）の散開を発表する[4]。
- ハガキを読まれたリスナーには、番組特製の「かわいいおじさんカード」が贈られた[5]。
- ハガキの量に反して聴取率は低く、番組後期になると自虐ネタとして使われていた。最終回でも「最終回なのでみなさん見て下さいね」と自虐的に語っている。同時期に放送されていた『ビートたけしのオールナイトニッポン』の番組内でもこの事についてネタにしていたという。
- 高橋が曲をかける前にエコーをかけて紹介する。
- 高橋の釣り好きから番組で船釣りイベントを開催したことがある。1983年7月19日に深夜の東京湾へ招待された30人のリスナーと共にアナゴ釣りに出掛け、その船上から釣り船の音や釣りの模様をそのまま生放送したものだったが[6]、放送当時はニッポン放送の社内でも物議を醸したという。なお、このイベントにはテレビ局の有名プロデューサーやディレクターも参加していたという[1][7][8]。
- 前述の景山民夫の他、当時レギュラーだったスーパー・エキセントリック・シアター（S.E.T.）座長の三宅裕司、座員の小倉久寛の声を初めて大々的にオンエアした番組でもある[6]。このうち三宅は、放送終了後の翌1984年2月より同じニッポン放送制作の『ヤングパラダイス』の2代目パーソナリティに、小倉は1986年10月より『小倉久寛のオグラでオグラだ!』パーソナリティに、そして景山も1984年4月から『民夫くんと文夫くん』で、それぞれ続いてニッポン放送でパーソナリティを務めることになる。
  - 三宅は高橋の訃報直後に放送された2023年1月15日の『三宅裕司 サンデーヒットパラダイス』の中で当時を振り返り、S.E.T.旗揚げ直後に「どうやって劇団を売っていこうかと思っている時、プロデューサーやディレクターに見てもらおうと思って、ニッポン放送の銀河スタジオで1本舞台をやったんですよ。それで、少しひっかかって、（中略）『高原兄のヤングパラダイス』の中で、『S.E.T.劇場』という5分コーナーを作って頂けることになった。」「その頃、高橋さんは『高橋ユキヒロのオールナイトニッポン』を担当されていて（中略）『面白いよね、SETって。この人たち、番組に呼べない？』とおっしゃってくださり、オールナイトニッポンに呼んでくださったんです。」「YMOの散開記念アルバム『サーヴィス』（1983年）のギャグ部門をSETが受け持つようになって（中略）それをきっかけに、皆さんに知ってもらえたんです。」などと明かした[9]。
- 最終回はYMOの12月22日の日本武道館最終特別公演を特集し、1部・2部通しの4時間枠で放送された。細野、立花ハジメ、鈴木慶一がゲストで登場し、坂本と矢野顕子が電話出演をした。

### レギュラー放送終了後
- 1998年1月30日の『オールナイトニッポンDX』で高橋がパーソナリティを担当。事実上、当番組の復活版。
- 2023年1月の高橋の訃報を受け、Twitterの「ニッポン放送アーカイ部」にて当時のリスナーに当番組の音源に関する情報の提供を呼びかけた結果[10]、1か月足らずで放送回数全35回中32回分の放送音源が集まり[7][8][11]、その音源を基にした追悼特別番組『オールナイトニッポンPremium ～高橋幸宏さんを偲んで』が同年2月15日の20時から21時50分まで放送された[12][13]。番組では第1回のオープニングに行われたショートコントや、前述の「深夜のアナゴ釣り大会」の音源が披露されたほか、当時の担当ディレクター・佐々智樹が出演し、高橋をパーソナリティに起用した理由について「当時からすると異色かもしれないが、世界に飛び出したミュージシャンをパーソナリティにして、新しい音楽を発信していくのが必要だと思った」などと語った[7][8]。また、ゲストとして高田漣が出演し、トシ矢嶋と三宅裕司のインタビューが放送された[7]。番組の最後には、最終回4時間スペシャルから、YMOにとっての最後の日本武道館公演の音源や、メンバーである細野とYMOの活動を振り返った音源が放送された[7][8]。この『オールナイトニッポンPremium ～高橋幸宏さんを偲んで』が第60回ギャラクシー賞のラジオ部門で奨励賞を受賞したことが2023年4月28日に明らかにされた[14]。

## パーソナリティ
- 高橋幸宏
- スーパー・エキセントリック・シアター
  - 三宅裕司
  - 小倉久寛
  - 八木橋修
  - 山崎大輔
  - 永田耕一
  - 三谷悦代
  - 石井桂子
  - 今村明美

## 主なゲスト
- 細野晴臣
- 坂本龍一
- 高橋信之
- 加藤和彦
- 飯島真理
- 渡辺真知子

## 主なコーナー
- 暗いお便りコーナー
  - リスナーが遭遇した怖い出来事や恐ろしい趣味などを暴露するコーナー。たまに読まれる一発ギャグが笑いを誘っていた。
- 格言コーナー
  - 有名な格言やことわざを一般名称に変えて面白おかしくするコーナー。
- 直撃ラジオコーナー
  - なぜこの番組が盛り上がらないのか葉書きを送ってきたリスナーに電話突撃をして、この番組を聞いているのか確認するコーナー。電話に全員が出たら聴取率100%とみなされた。
- ラジオドラマ
  - S.E.T.と高橋、ゲストによるシチュエーションコント。

## CMフィラー
キー局がCMを入れない放送局向けに配信するBGM（CMフィラー）。CMを流す放送局ではCM明けからジングルまでの間に一瞬だけ流れる。
基本はYMOのアルバム「テクノデリック」「浮気なぼくら (インストゥルメンタル)」の楽曲から使われている。
- KEY - アルバム「テクノデリック」収録
- LIGHT IN DARKNESS - アルバム「テクノデリック」収録
- 音楽 - アルバム「浮気なぼくら (インストゥルメンタル)」収録
- 希望の河 - アルバム「浮気なぼくら (インストゥルメンタル)」収録
- 邂逅 - アルバム「浮気なぼくら (インストゥルメンタル)」収録

## エンディング
- SAYONARA - アルバム「WHAT, ME WORRY?」収録
- The April Fool's - アルバム「薔薇色の明日」収録
  - いずれも高橋幸宏の楽曲を使用。